# أنبوب تغذية
أنبوب التغذية هو أداة طبية تستخدم لتوفير التغذية للمرضى الذين لا يستطيعون الحصول على التغذية عن طريق الفم، والغير قادرين على ابتلاع طعامهم بأمان، أو في حاجة إلى المكملات الغذائية. ويطلق على حالة تغذية المريض باستخدام أنابيب التغذية «التغذية الأنبوبية». قد تكون التغذية باستخدام أنابيب التغذية وضعًا مؤقتًا لعلاج الحالات الحادة أو وضعًا دائمًا مدى الحياة في حالة الإعاقات المزمنة. وتستخدم مجموعة متنوعة من أنابيب التغذية في الممارسة الطبية. وعادة ما تكون مصنوعة من مادة البولي يوريثان أو السيليكون. يتم قياس قطر أنابيب التغذية باستخدام وحدات قياس فرنسية خاصة (كل وحدة فرنسية تساوي 00:33 ملم). ويمكن تصنيفها حسب طريقة استخدامها والهدف منها.

## أسباب الاستخدام
هناك العشرات من الحالات المرضية التي قد تتطلب استخدام انبوب التغذية. تعد أشهرها وأكثرها شيوعًا هي حالات فشل النمو (أو سوء التغذية)، والاضطرابات العصبية والعضلية التي قد تتسبب في عدم القدرة على البلع، والتشوهات التشريحية وحالات ما بعد العمليات الجراحية في الفم والمريء، وبعض حالات السرطان، وبعض أمراض التمثيل الغذائي كمتلازمة سانفيليبو، وبعض اضطرابات الجهاز الهضمي.

## الأنواع
تعد الأنواع الأكثر شيوعًا هي أنابيب التغذية التي يتم إدخالها إلى الجهاز الهضمي عن طريق الأنف، كالأنابيب الأنفية المعدية (nasogastric)، والأنابيب الأنفية المتصلة بالإثني عشر (nasoduodenal)، والأنفية الصائمية (nasojejunal tubes) وهي التي تصل بين الأنف والجزء العلوي من الأمعاء الدقيقة المسمى بالصائم، والأنابيب المدخلة بشكل مباشر إلى البطن، كفغر المعدة أو تفميم المعدة (gastrostomy)، والمفاغرة المعدية الصائمية (gastrojejunostomy)، أو فغر الصائم (jejunostomy).

### الأنبوب الأنفي المعدي

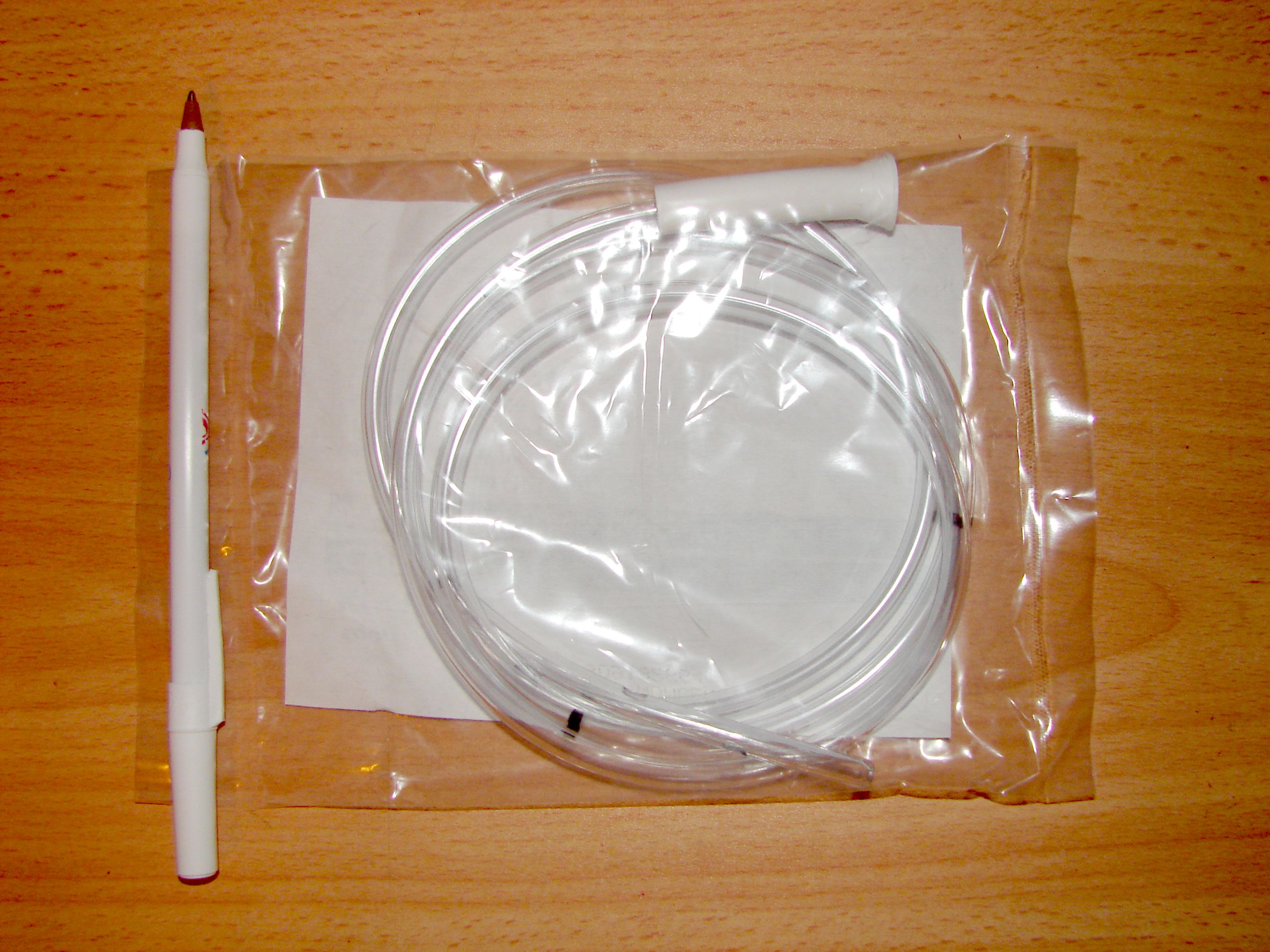
أنبوب أنفي معدي

يتم إدخال أنبوب بلاستيكي من خلال الأنف، ويستمر دخوله نزولاً حتى يصل إلى المعدة. وغالبًا ما يستخدم التنبيب الأنفي المعدي لفترات قصيرة، عادة أقل من شهر، وقد يستخدم بعض الرضع والأطفال الأنبوب الأنفي المعدي لمدة أطول قليلًا. وفي حالة حاجة المريض للتغذية باستخدام أنابيب التغذية يتم استبدال التنبيب الأنفي المعدي بنوع آخر من التنبيب أكثر ملاءمة لطول المدة. ويمكن إزالة الأنبوب الأنفي المعدي أو استبدالها في أي وقت من دون جراحة. وتعد أشهر مضاعفات استخدام الأنبوب الأنفي هي تهيج الأنف أو تزحزح الأنبوب من مكانه.
وتشير بعض الدراسات إلى إمكانية تعليم المرضى كيفية إدخال واستبدال الأنبوب الأنفي المعدي بأنفسهم دون اللجوء للطبيب.

### الأنبوب الأنفي الصائمي
وهو يشبه الأنبوب الأنفي المعدي، إلا أنه يمتد من بعد المعدة ليصل إلى الجزء العلوي من الأمعاء الدقيقة (الصائم). وتستخدم هذه الأنواع من أنابيب للمرضى الذين يعانون من أمراض أو اختلالات في المعدة، وحالات الارتجاع والقيء الشديد. ويتم تركيب هذه الأنواع من الأنابيب داخل المستشفيات فقط.

### فغر المعدة

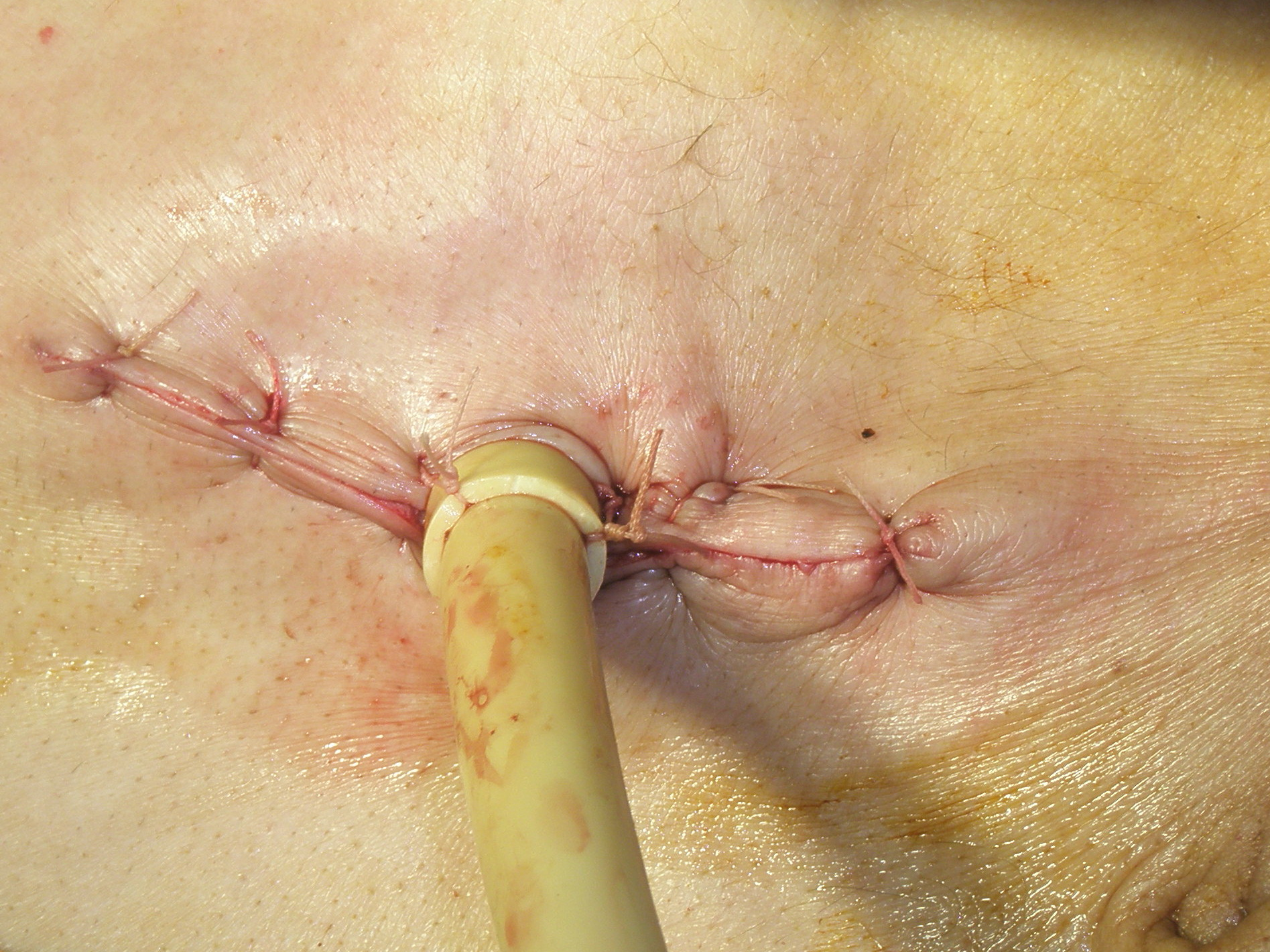
أنبوب تغذية متصل بالمعدة من خلال جرح في جدار البطن فيما يعرف بفغر المعدة أو تفميم المعدية

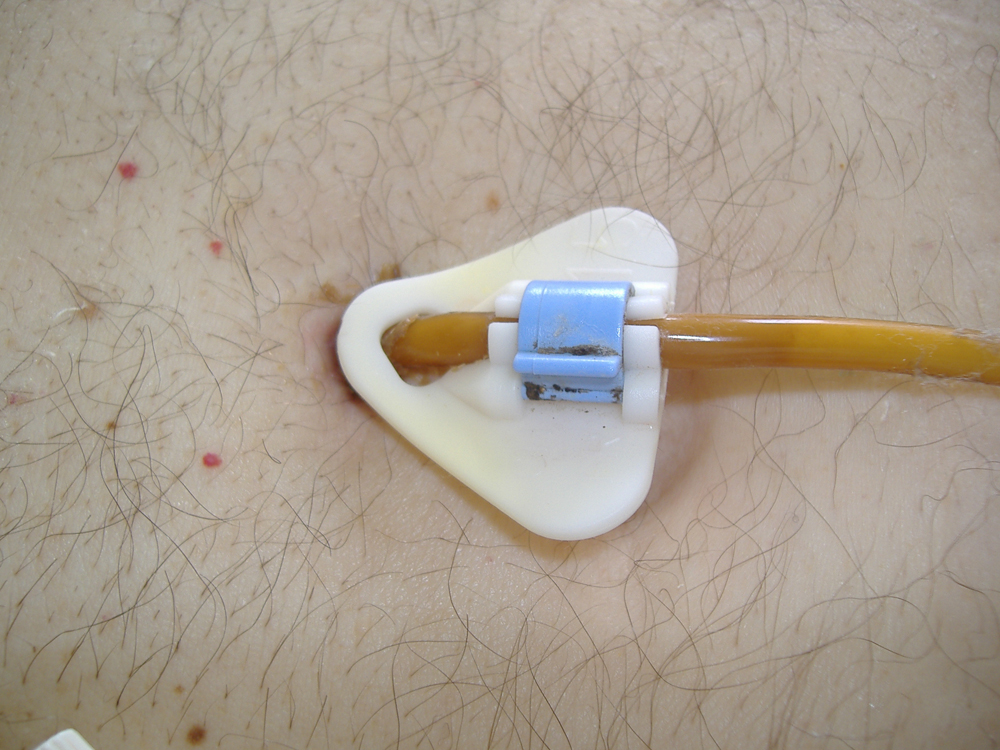
فغر المعدة باستخدام المنظار

هي عملية يتم فيها إنشاء معبر للطعام من سطح الجلد إلى المعدة في شكل يشبه عمل «فم» للمعدة. قد يتم ذلك جراحيًا أو باستخدام المنظار.

## الموانع
في بعض المرضى يحظر استخدام أنبوبة التغذية. كالمريض المصاب بكسر في الوجه والرقبة؛ ذلك لأن استخدامه في هولاء المرضى يزيد احتمالية انسداد مجرى التنفس.
والمرضى الذين يعانون من اضطرابات النزيف كدوالي المري مثلا فيجب إدخاله بمزيد من الحذر والحيطة.

## المضاعفات
مضاعفات ثانوية وتشمل: الرعاف، التهاب الجيوب الأنفية، والتهاب الحلق.
وفي أحيانا أخرى تحدث مضاعفات أكثر أهمية مثل: تعرية الأنف أثناء محاولة إدخال الأنبوب، ثقب المريء، شفط رئوي، أو إدخاله بالخطأ إلى تجويف الدماغ.